# Курманаевский сельсовет
Курманаевский сельсовет — сельское поселение в Курманаевском районе Оренбургской области Российской Федерации.
Административный центр — село Курманаевка.

## История
Статус и границы сельского поселения установлены Законом Оренбургской области от 2 сентября 2004 года № 1424/211-III-ОЗ «О наделении муниципальных образований Оренбургской области статусом муниципального района, городского округа, городского поселения, установлении и изменении границ муниципальных образований»

## Население
| 2010  | 2012  | 2013  | 2014  | 2015  | 2016  | 2017  |
| ----- | ----- | ----- | ----- | ----- | ----- | ----- |
| 4466  | ↗4496 | ↗4510 | ↘4479 | ↘4459 | ↗4467 | ↗4475 |
| 2018  | 2019  | 2020  | 2021  |       |       |       |
| ↘4460 | ↘4439 | ↘4393 | ↘4386 |       |       |       |

## Состав сельского поселения
| № | Населённый пункт | Тип населённого пункта       | Население |
| - | ---------------- | ---------------------------- | --------- |
| 1 | Курманаевка      | село, административный центр | ↘4122     |
| 2 | Петровка         | село                         | 153       |